# جون برانر
جون برانر (بالإنجليزية: John Brunner)‏ (24 سبتمبر 1934 في المملكة المتحدة - 25 أغسطس 1995، غلاسكو في المملكة المتحدة) روائي بريطاني، حاصل على جائزة هوغو لأفضل رواية عن «الوقوف على زنجبار» في العام 1969.

## روابط خارجية
- جون برانر على موقع IMDb (الإنجليزية)
- جون برانر على موقع ميوزك برينز (الإنجليزية)
- جون برانر على موقع إن إن دي بي (الإنجليزية)
- جون برانر على موقع قاعدة بيانات الفيلم (الإنجليزية)